# Teatro Municipal de Arequipa
El Teatro Municipal de Arequipa es un teatro situado en la calle Mercaderes del centro histórico de la ciudad de Arequipa, Perú. Inaugurado el 15 de agosto de 1940 en conmemoración del cuatrocentenario de la fundación española de esta ciudad, tiene en la actualidad una capacidad de 1,058 butacas.
Fue declarado patrimonio histórico del Perú el 7 de agosto de 1987 mediante el R.M.N° 543-87-ED.
El teatro ha sido también escenario de revueltas políticas como la revolución de Arequipa de 1955. Una reunión de la agrupación denominada "Coalición Nacional", realizada en el teatro de Arequipa, fue atacada por matones al servicio del gobierno de Manuel Odría dando inicio a un enfrentamiento. En ese momento, un oficial de policía instalado en la galería ordenó lanzar bombas lacrimógenas sobre la platea colmada de gente, ocasionando pánico y heridos. Luego se produjo un paro departamental que se extendió a todo el país y se inició la caída de la dictadura. La ciudad se declaró en huelga general y pidió la destitución del ministro de Gobierno, Alejandro Esparza Zañartu. Esta revuelta marcó el inicio del fin del gobierno de Odría.